# Carmen Romero López
María del Carmen Julia Romero López (ur. 15 listopada 1946 w Sewilli) – hiszpańska polityk i nauczyciel akademicki, była deputowana, posłanka do Parlamentu Europejskiego VII kadencji. Była żona premiera Felipe Gonzáleza.

## Życiorys
Ukończyła studia filologiczne na Uniwersytecie w Sewilli, prowadziła następnie na tej uczelni zajęcia z języka hiszpańskiego i literatury. W 1968 wstąpiła do nielegalnej wówczas Hiszpańskiej Socjalistycznej Partii Robotniczej. Od 1977 do 1987 zasiadała we władzach krajowych związanej z tym ugrupowaniem centrali związków zawodowych UGT.
W 1969 została żoną Felipe Gonzáleza, który w 1982 objął urząd premiera Hiszpanii, sprawując go nieprzerwanie do 1996. W 1989 została wybrana deputowaną do Kongresu Deputowanych. W niższej izbie Kortezów Generalnych zasiadała nieprzerwanie przez cztery kadencje. W 2004 (podobnie jak jej mąż) zrezygnowała z ubiegania się o reelekcję.
W 2008 Felipe González i Carmen Romero López ogłosili separację, małżeństwo zakończyło się następnie rozwodem.
W 2009 powróciła do działalności politycznej. W wyborach europejskich z ramienia PSOE uzyskała mandat deputowanej do Parlamentu Europejskiego. W PE przystąpiła do grupy Postępowego Sojuszu Socjalistów i Demokratów, wybrano ją też do Komisji Wolności Obywatelskich, Sprawiedliwości i Spraw Wewnętrznych.